# Haakon Bruun-Hanssen

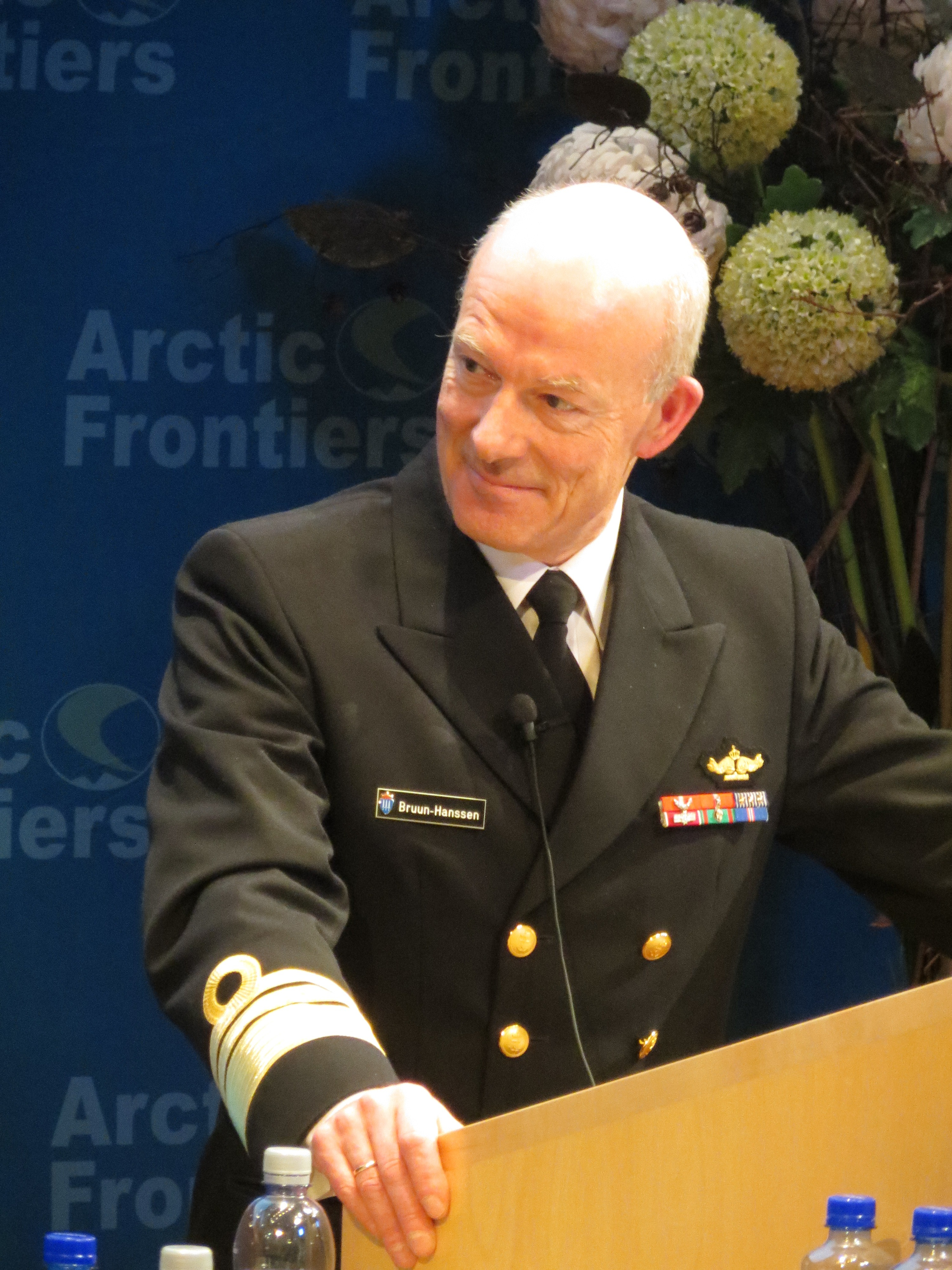
Admiral Haakon Bruun-Hanssen (2013)

Haakon Stephen Bruun-Hanssen (* 8. Juli 1960 in Bergen) ist ein Offizier der norwegischen Marine und war von 2013 bis 2020 Befehlshaber der norwegischen Streitkräfte im Dienstgrad eines Admirals.

## Leben

### Militärische Laufbahn
Bruun-Hanssen begann seine militärische Karriere 1980. 1981 wurde er zum Leutnant befördert, von 1983 bis 1987 absolvierte er ein Studium an der norwegischen Marineakademie. Von 1987 bis 1995 diente Bruun-Hanssen in der norwegischen U-Boot-Flotte, ab 1991 als Kommandant zunächst auf dem Boot Kobben, ab 1993 auf der Utstein beim 1. Ubootgeschwader in Haakonsvern.
Nachdem er 1995 am Stabsoffizierlehrgang teilgenommen hatte, wurde Bruun-Hanssen in den Stab der norwegischen Marine versetzt. Von 1999 bis 2001 lehrte er, mittlerweile als Korvettenkapitän, an der Führungsakademie der norwegischen Streitkräfte im Fach Militärgeschichte und Strategie. 2006 wurde Bruun-Hanssen Stabschef der Marine, 2008 als Konteradmiral Inspekteur der Marine und 2011 Stabschef der norwegischen Streitkräfte. 2013 wurde er zum Admiral befördert und Befehlshaber der norwegischen Streitkräfte. Im Mai 2020 wurde Eirik Johan Kristoffersen als sein Nachfolger ernannt, da Bruun-Hanssen sich der Altersgrenze von 60 Jahren näherte.

### Privates
Haakon Bruun-Hanssen ist verheiratet und hat zwei Kinder.